# Chrysotus bellus
Chrysotus bellus är en tvåvingeart som beskrevs av Van Duzee 1924. Chrysotus bellus ingår i släktet Chrysotus och familjen styltflugor. Inga underarter finns listade i Catalogue of Life.